# Gnophos eurytiches
Gnophos eurytiches är en fjärilsart som beskrevs av Brandt 1941. Gnophos eurytiches ingår i släktet Gnophos och familjen mätare. Inga underarter finns listade i Catalogue of Life.